# 막응옥리엔

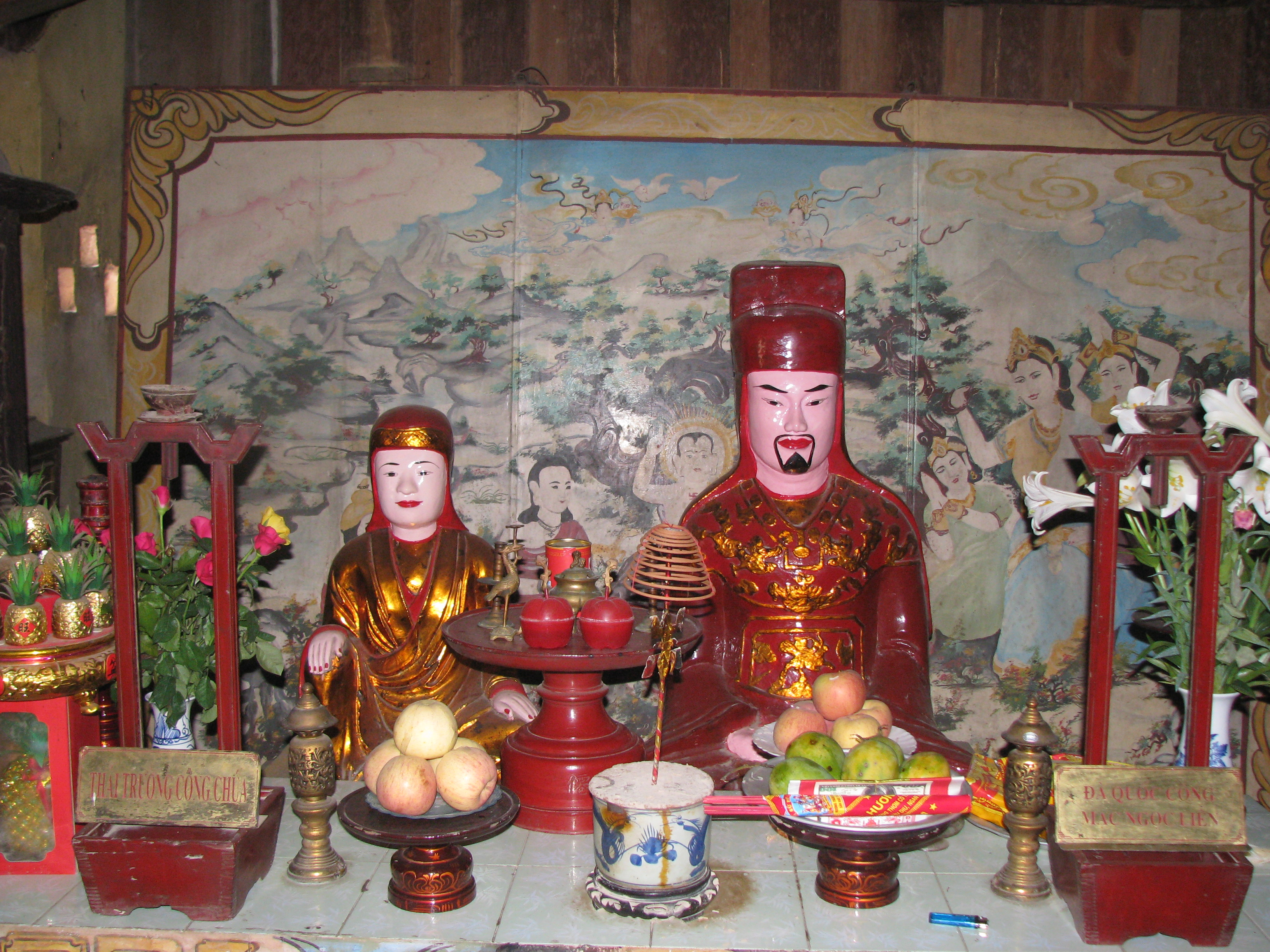
막응옥리엔과 막티응옥럼

막응옥리엔(베트남어: Mạc Ngọc Liễn / 莫玉/莫玉輦 막옥련, ? ~ 1594년)은 대월 막 왕조의 군인, 정치인이다.

## 생애
탁텃현(石室县) 사람이다. 막 왕조의 중신 응우옌낀(阮敬)의 아들로, 본명은 응우옌응옥리엔(阮玉)이다. 막당조아인의 딸 막티응옥럼(莫氏玉琳)과 혼인하여 부마가 되었고, 안군공(岸郡公)에 봉해졌으며 국성인 막씨를 사성받았다.
1573년에서 1583년까지 막낀디엔, 응우옌꾸옌(阮倦) 등과 함께 여러 차례 후 레 왕조의 타인호아, 응에안 등지를 공격하였다.
1591년, 찐뚱이 직접 군사를 이끌고 응우옌흐우리에우(阮有僚), 호앙딘아이(黃廷愛), 하테록(何世祿), 응오까인흐우(吳景祐) 등과 함께 막 왕조를 공격하였다. 막 왕조의 황제 막머우헙도 직접 군사 10만을 이끌었고, 막응옥리엔, 응우옌꾸옌으로 하여금 각각 좌익과 우익을 방어하게 하였으나, 찐뚱에게 대패하였다. 막머우헙은 토괴촌(土塊村)으로 달아났고, 막응옥리엔, 부이반쿠에(裴文奎), 응우옌꾸옌, 쩐바니엔(陳百年)에게 탕롱을 수비하라고 하였으나 다시 찐뚱에게 패배하였다. 막응옥리엔과 부이반쿠에는 성을 버리고 달아났고, 응우옌꾸옌은 사로잡혔다. 같은 해에 다시 찐뚱에게 홍강 가운데서 격파당했다.
막머우헙, 막또안, 막낀찌는 차례로 사로잡혀 살해되었다. 이에 막응옥리엔은 1593년에 돈후왕(敦厚王) 막낀꿍을 황제로 즉위시키고 르엉선(諒山)의 안박주(安博州)를 근거지로 삼으니, 주위에서 막 왕조를 지지하는 각 로(路)의 세력들이 분분히 귀부해 왔다. 그러나 오래지 않아 찐뚱이 호앙딘아이를 보내 공격하자 막응옥리엔과 막낀꿍은 명나라의 용주(龍州)로 달아났다. 오래지 않아 막응옥리엔이 사망하였다. 임종 전에 막응옥리엔은 후레 왕조가 회복하게 된 것은 천수(天數)라고 여겨 막낀꿍에게 무고한 백성들이 재앙을 맞게 하지 말고, 또한 명나라의 손을 빌려 전국을 회복하려 하지 말고 국외로 피신해 거처할 것을 건의하였으나 막낀꿍은 듣지 않았다.